# Pidonia insuturata
Pidonia insuturata är en skalbaggsart som beskrevs av Maurice Pic 1901. Pidonia insuturata ingår i släktet Pidonia och familjen långhorningar. Inga underarter finns listade i Catalogue of Life.